# Óleo secante
Um óleo secante ou óleo sicativo é um óleo insaturado que endurece formando um filme sólido após um período de exposição ao ar. O óleo endurece através de uma reacção de oxidação nos quais os componentes se reticulam por acção do oxigénio e não por evaporação do solvente. Os óleos secantes são os componentes principais das tintas de óleo e também fazem parte da formulação das tintas de esmalte, pois são constituintes das resinas alquídicas. Alguns dos óleos mais usados são o óleo de linhaça, óleo de noz, óleo de cânhamo, óleo de papoila. Industrialmente as tintas de óleo foram quase integralmente substituídas pelas tintas de esmalte à base de resinas alquídicas.
Uma vez que a oxidação é a chave para a cura destes óleos, os que são mais susceptíveis de secagem não são adequados para a sua utilização alimentar pois são altamente susceptíveis de rancificação devido à oxidação, o processo que os alimentos gordos desenvolvem maus sabores. Trapos ou papéis saturados com óleos secantes podem entrar em combustão espontânea, devido à acumulação do calor gerado durante o processo de oxidação.

## Química do processo de secagem

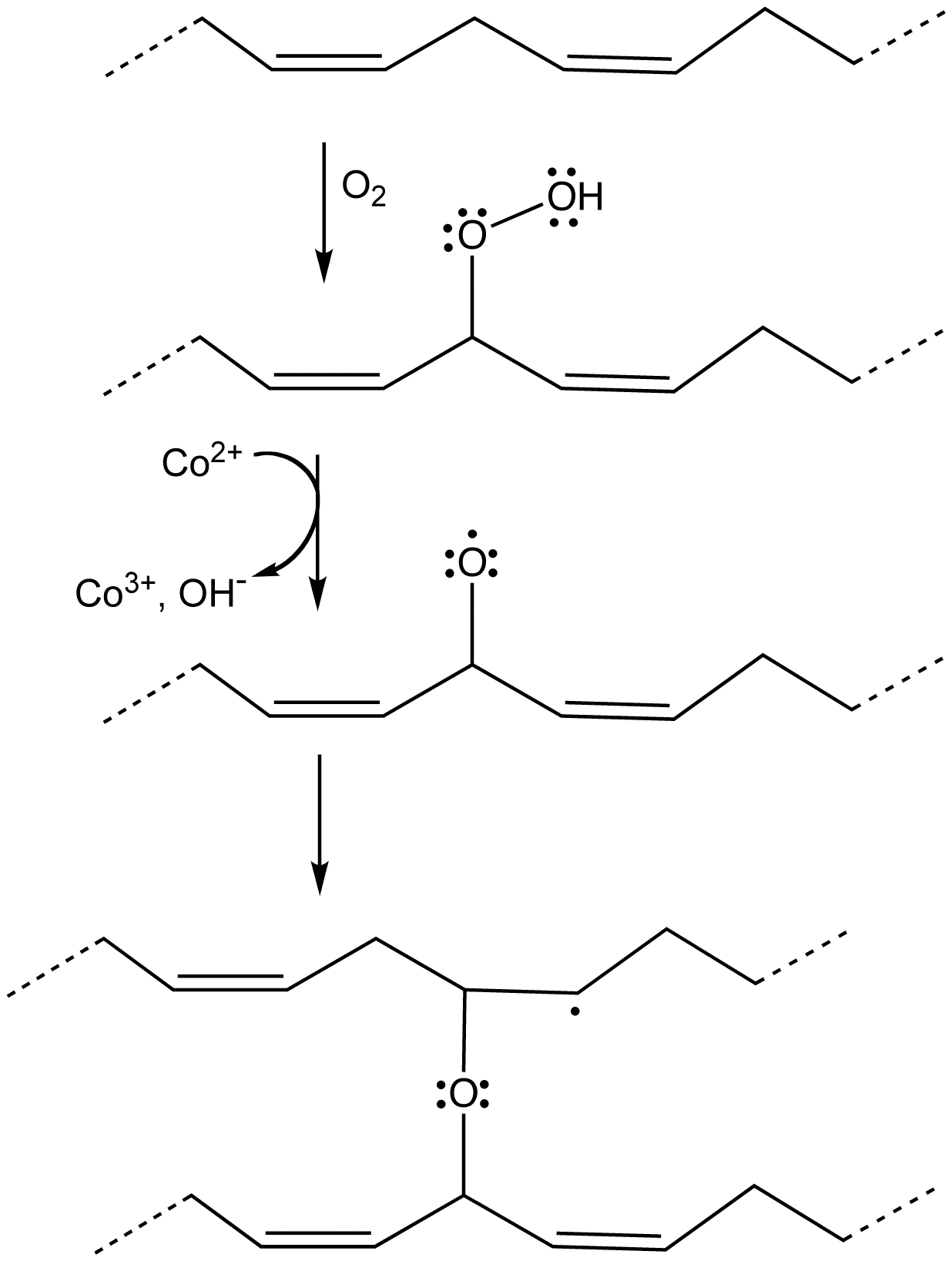
Reacção de um óleo secante com o oxigénio do ar

A "secagem","endurecimento" ou mais propriamente "cura" de óleos é o resultado de auto-oxidação  proveniente da adição de oxigénio a um composto orgânico e a consequente reticulação. Neste processo, O2 insere-se na ligação química C-H adjacente a ligações duplas dentro dos ácidos gordos insaturados. O Hidroperóxido resultante é susceptível a reacções de reticulação. Formam-se ligações entre ácidos gordos vizinhos, resultando numa rede polimérica, muitas vezes visível através da formação de um filme tipo pele em amostras. Esta polimerização resulta em filmes estáveis que são elásticos e não fluem ou deformam rapidamente. Derivados de ácidos gordos contendo Dieno, tais como os derivados do ácido linoleico, são especialmente propensos a esta reacção porque geram radicais Pentadienilicos. Nos ácidos gordos monoisaturados, tais como o ácido oleico, a reacção é mais lenta por causa dos radicais intermédios, que são menos estáveis (i.e. formam-se lentamente) 

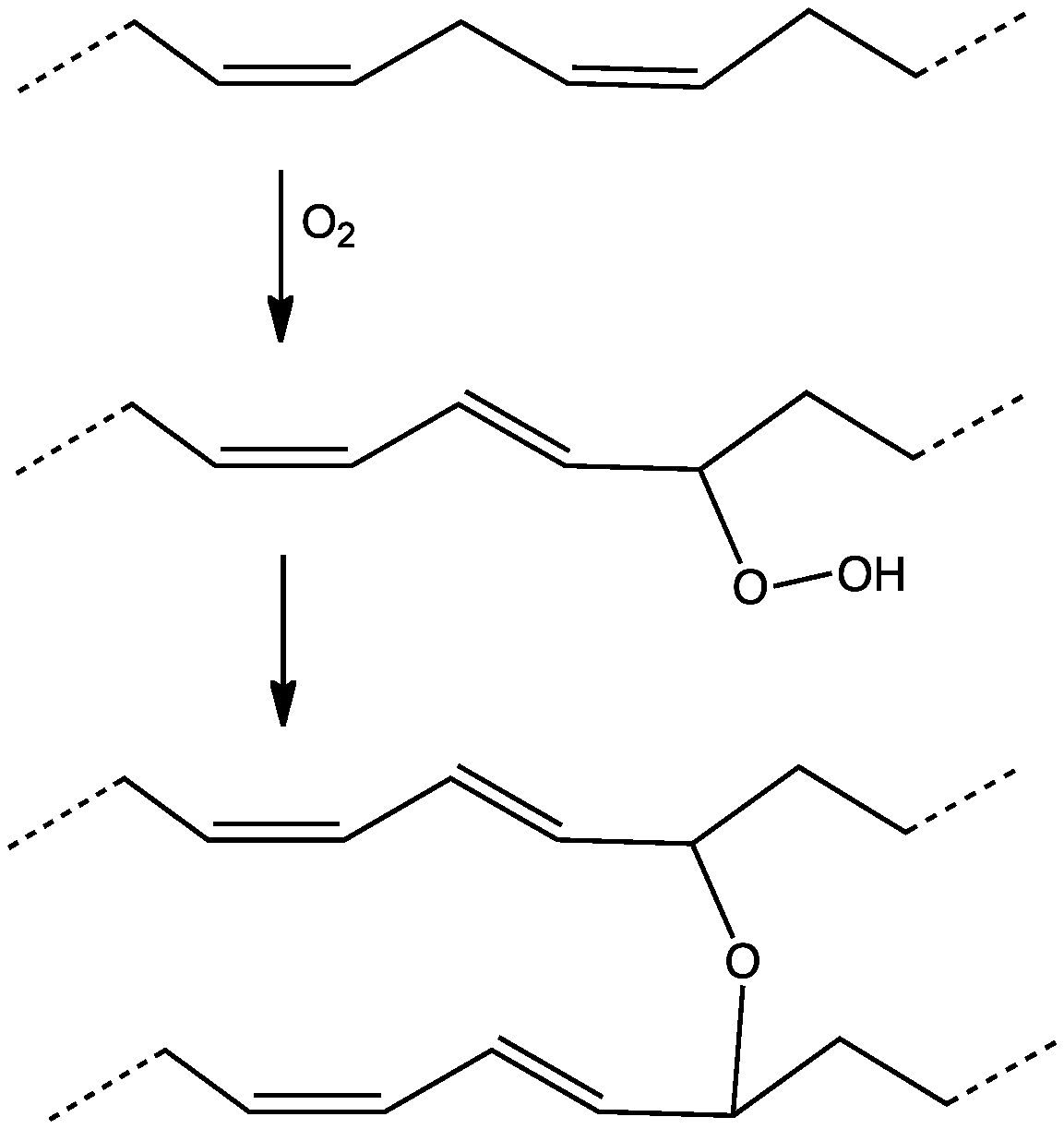
Reacções químicas simplificadas associadas com o processo de cura catalisado com cobalto. No primeiro passo o dieno sofre oxidação e transforma-se em hidroperóxido. No segundo passo, o hidroperóxido combina-se com outra cadeia insaturada e gera um radical baseado em carbono que é capaz de sofrer nova polimerização

Os estágios primários do processo de secagem podem ser monitorizados através da mudança do peso de filmes de óleo. O filme torna-se mais pesado com a absorção de oxigénio. A linhaça, por exemplo, aumenta o seu peso em 17%. 
Assim que a absorção de oxigénio para, o peso de filme baixa devido à evaporação de compostos voláteis. À medida que o óleo envelhece, transições adicionais ocorrem. Um grande número de ligações éster originais nas moléculas de óleo sofrem hidrólise, libertando ácidos gordos individuais. Uma parte destes ácidos gordos livres reagem com os metais presentes nos pigmentos, produzindo carboxilatos metálicos. Juntas, as várias substâncias que não reticulam constituem as fases móveis. Ao contrário das moléculas que fazem parte da rede, elas são capazes de se moverem e difundirem dentro do filme, e podem ser removidas usando o calor ou um solvente. A fase móvel pode ter um papel na plastificação de filmes de tinta, evitando que estes se tornem quebradiços. Os grupos Carboxilo nos polímeros da fase estacionária, ficam negativamente carregados e formam complexos com os catiões metálicos presentes no pigmento. A rede original, com as suas ligações covalentes é substituída por uma estrutura ionomérica, mantida junta por interacções iónicas. A estrutura destas redes ionoméricas ainda não é bem compreendida.
A maioria dos óleos secantes aumenta a sua viscosidade após aquecimento na ausência de ar. Se o óleo é sujeito a temperaturas elevadas durante um longo tempo, torna-se emborrachada insolúvel em óleo.

### Os catalisadores metálicos
O processo de secagem é acelerado por certos sais metálicos, especialmente os derivados de cobalto, manganésio ou ferro. Em termos técnicos, estes agentes de óleos secantes são Compostos de coordenação que funcionam como catalisadores homogéneos. Estes sais são derivados dos carboxilatos lipofílicos de ácidos carboxílicos como o ácido nafténico para tornarem os complexos solúveis em óleo. Estes catalisadores aumentam a velocidade da redução dos hidroperóxidos intermédios. Uma série de reacções de adição segue-se. Cada passo produz radicais livres adicionais, que então se envolvem em reticulações adicionais. O processo termina quando os pares de radicais livres se combinam entre si. A polimerização ocorre num período que ode ir de dias a anos e torna o filme seco ao toque. A acção prematura dos agentes secantes cria uma pela na superfície da tinta. Este processo indesejável é suprimido com a adição de agentes antipele, como o Metil-etil-ketoxima que evapora assim que a tinta de óleo é aplicada a uma superfície.

## Constituição dos óleos secantes

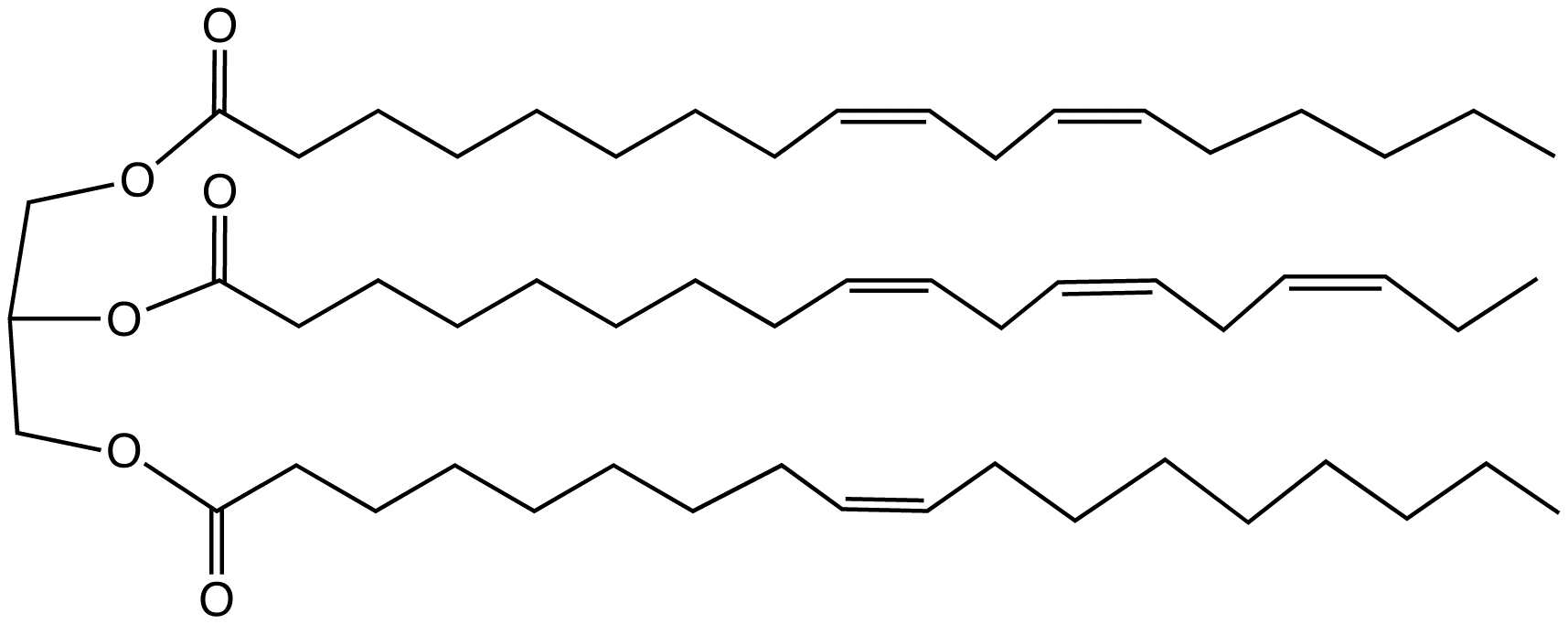
Representação de um Óleo secante, este é derivado de 3 ácidos gordos insaturados, Linoleico (cimo), linolenico (meio), e Oleico (baixo). A ordem de secagem é Linolenico > Linoleico > Oleico, reflectindo o seu grau de insaturação

Os óleos secantes são constituídos por glicerol, triester de ácidos gordos. Estes esteres são caracterizados por elevados níveis de  ácidos gordos poli-insaturados, especialmente o ácido alfa-linoleico. Uma medida comum para medir as propriedades secantes destes óleos é o seu índice de iodo, o número de gramas de Iodo que 100 gramas de óleo podem absorver. Óleos com índices de Iodo maiores de 130 são considerados secantes. Entre 115 e 130 são considerados semi-secantes e os com índice de Iodo inferiores a 115 são não secantes. O óleo de linhaça possuiu um índice de Iodo entre 174 e 204

## Comparação com ceras e resinas
Ceras não secantes como a cera de Carnaúba e resinas como a goma de Dammar, copal ou goma-laca, consistem em longas cadeias de hidrocarbonetos entrelaçadas e compactas, mas que não formam ligações covalentes como os óleos secantes. Por esse motivos, ceras e resinas são redissolúveis, enquanto que uma tinta de óleo curada não o é.